# Сибіла Петлевські
Сибіла Петлевські (хорв. Sibila Petlevski; *11 березня 1964, Загреб, СФРЮ, тепер Хорватія) — хорватська поетеса, прозаїк, есеїст. Пише хорватською та англійською мовами.

## З біографії та творчості
Закінчила філософський факультет Університету в Загребі.
Викладає у загребській Академії драматичного мистецтва.
У 2001—05 роках — Голова Хорватського ПЕН-клубу.
Сибіла Петлевські — лауреат премій Владимира Назора (1993), Петара Бречича (2001) та ін.. Вірші і проза авторки перекладені багатьма мовами світу, включаючи українську, російську, японську.